# Natasza Zylska (minialbum)
Natasza Zylska – pierwszy minialbum Nataszy Zylskiej nagrany i wydany w 1957 roku. Na płycie znalazły się dwa duety artystki z Janem Dankiem i Januszem Gniatkowskim.

## Lista utworów
Strona a:
1. Kobieta i mężczyzna (Dick Gleason – Tadeusz Śliwiak) [duet z Januszem Gniatkowskim]
2. To tylko tu (Heinz Gietz – Jan Świąć) [duet z Janem Dankiem]

Strona b:
1. Czekolada (Vic Mizzy – Ola Obarska)
2. Jo i wiatr (Alan Guziński – Tadeusz Śliwiak)

## Charakterystyka albumu
Płyta rozeszła się w ogromnym nakładzie, o czym świadczy ogromna ilość zachowanych jej egzemplarzy. Wszystkie piosenki na niej zostały zarejestrowane podczas jednej sesji nagraniowej, podczas której solistom w studiu Polskich Nagrań w Warszawie towarzyszył Zespół Alana Guzińskiego. Trzy utwory z płyty ukazały się w formie singli na płytach szelakowych Polskich Nagrań.

## Płyty szelakowe z nagraniami z minialbumuNatasza Zylska
- [1957] Muza 3241 – Jo i wiatr[5]
- [1958] Muza 3266 – Czekolada[6]
- [1958] Muza 3267 – Kobieta i mężczyzna[7]

## Muzycy
- Natasza Zylska – śpiew (A-1-2, B-1-2)
- Janusz Gniatkowski – śpiew (A-1)
- Jan Danek – śpiew (A-2)
- Zespół Alana Guzińskiego – akompaniament